# Ricardo Viana Vargas
Ricardo Viana Vargas (Belo Horizonte, 8 de abril de 1972) é um engenheiro brasileiro, especialista em gerenciamento de projetos, autor de vários livros sobre o assunto e Diretor Executivo da Brightline Initiative, formada pelo The Boston Consulting Group (BCG),  Project Management Institute (PMI), Bristol-Myers Squibb, Saudi Telecom Company, Lee Hecht Harrison, NetEase e pela Agile Alliance.

## Formação
Graduou-se em engenharia química em 1995, pela Universidade Federal de Minas Gerais (UFMG) e, em 2002, concluiu seu mestrado em engenharia de produção pela mesma universidade.
Também obteve um certificado de mestrado em Gerenciamento de Projetos pela George Washington University e realizou uma formação  executiva de estratégia e inovação no Massachusetts Institute of Technology (MIT).

## Carreira
Vargas é membro do Project Management Institute (PMI) desde 1997 e fez parte do seu conselho de diretores entre 2007 e 2009 e em 2012. Foi o primeiro brasileiro a se tornar membro desse conselho e o primeiro latino-americano a presidi-lo, em 2009.
Escreveu vários livros sobre gerenciamento de projetos e foi revisor do manual de gerenciamento de projetos A Guide to the Project Management Body of Knowledge (PMBOK), publicado pelo PMI. Também presidiu o comitê de verificação de tradução para  português do PMBOK em 2000 e 2004.
Entre 2012 e 2016, foi diretor do grupo de infraestrutura e gerenciamento de projetos do Escritório das Nações Unidas de Serviços para Projetos (UNOPS), onde atuou em projetos de adequação de infraestrutura em campos de refugiados.
Em 2018, co-assinou o argumento original do documentário "Zaatari- Memórias do Labirinto", que tem como tema o maior campo de refugiados da Guerra da Síria homônimo. 

## Prêmios
Em 2005, recebeu o prêmio PMI Distinguished Award e, em 2011, o PMI IS CoP Professional Development Award, por sua contribuição para o desenvolvimento do gerenciamento de projetos.
Em 2010, foi eleito  a "Personalidade Brasileira em Gerenciamento de Projetos da Década", em evento promovido pela revista Mundo PM.
A Microsoft, nos anos de 2014, 2015, 2016 e 2017 reconheceu Vargas com o prêmio de Most Valuable Professional (MVP), por seu trabalho com o Microsoft Project. 
Em 2015, Vargas recebeu o TCM Excellence Award, da Association of Advancement of Cost Engineering, como reconhecimento de sua contribuição para a associação.